# Sulvanita
La sulvanita és un mineral de la classe dels sulfurs. Rep el nom per la seva composició química: sulfur i vanadi.

## Característiques
La sulvanita és una sulfosal de fórmula química Cu₃VS₄. Cristal·litza en el sistema isomètric. La seva duresa a l'escala de Mohs és 3,5.
Segons la classificació de Nickel-Strunz, la sulvanita pertany a «02.CB - Sulfurs metàl·lics, M:S = 1:1 (i similars), amb Zn, Fe, Cu, Ag, etc.» juntament amb els següents minerals: coloradoïta, hawleyita, metacinabri, polhemusita, sakuraiïta, esfalerita, stil·leïta, tiemannita, rudashevskyita, calcopirita, eskebornita, gal·lita, haycockita, lenaïta, mooihoekita, putoranita, roquesita, talnakhita, laforêtita, černýita, ferrokesterita, hocartita, idaïta, kesterita, kuramita, mohita, pirquitasita, estannita, estannoidita, velikita, chatkalita, mawsonita, colusita, germanita, germanocolusita, nekrasovita, estibiocolusita, ovamboïta, maikainita, hemusita, kiddcreekita, polkovicita, renierita, vinciennita, morozeviczita, catamarcaïta, lautita, cadmoselita, greenockita, wurtzita, rambergita, buseckita, cubanita, isocubanita, picotpaulita, raguinita, argentopirita, sternbergita, vulcanita, empressita i muthmannita.

## Formació i jaciments
Va ser descoberta a la mina Edelweiss, situada a la localitat de Burra, a Austràlia Meridional (Austràlia). Tot i tractar-se d'una espècie no gaire habitual ha estat descrita en tots els continents del planeta a excepció de l'Antàrtida.